# Dziatkowce
Dziatkowce (biał. Дзеткаўцы; ros. Детковцы) – wieś na Białorusi, w obwodzie witebskim, w rejonie brasławskim, w sielsowiecie Druja.

## Historia
W czasach zaborów miejscowość leżała w granicach Imperium Rosyjskiego.
W latach 1921–1945 kolonia leżała w Polsce, w województwie nowogródzkim (od 1926 w województwie wileńskim), w powiecie brasławskim, w gminie Słobódka.
Według Powszechnego Spisu Ludności z 1921 roku zamieszkiwało tu 165 osób, 154 były wyznania rzymskokatolickiego a 11 prawosławnego. Jednocześnie wszyscy mieszkańcy zadeklarowali polską przynależność narodową a 77 białoruską. Były tu 32 budynki mieszkalne. W 1931 w 32 domach zamieszkiwało 152 osoby.
Wierni należeli do parafii rzymskokatolickiej w Słobódce i prawosławnej w m. Kirylino. Miejscowość podlegała pod Sąd Grodzki w Brasławiu i Okręgowy w Wilnie; właściwy urząd pocztowy mieścił się w Słobódce.
W wyniku napaści ZSRR na Polskę we wrześniu 1939 miejscowość znalazła się pod okupacją sowiecką. Od czerwca 1941 roku pod okupacją niemiecką. W 1944 miejscowość została ponownie zajęta przez wojska sowieckie i włączona do Białoruskiej SRR.
Od 1991 w składzie niepodległej Białorusi.